# Медиальная лобная извилина
Медиальная лобная извилина (лат. Gyrus frontalis medialis; англ. Medial frontal gyrus) расположена в верхней части медиальной поверхности лобной доли и снизу ограничена поясной бороздой. По сути является  частью верхней лобной извилины, расположенной в медиальной поверхности. В ряде источников не выделяется отдельно от верхней лобной извилины.

## Асимметрия правой и левой извилины и половые различия
Видимая поверхность правой медиальной лобной извилины статистически существенно больше, чем левой (21,39 см² и 18,35 см² соответственно). Видимая поверхность правой лобной извилины у мужчин больше, чем у женщин (22,66 см² и 19,35 см² соответственно), тогда как различия в размерах левых медиальных лобных извилин у мужчин и женщин несущественны.

## Функции
Участвует в реализации исполнительных функций (наряду с поясной извилиной и рядом других мозговых зон) и процессах принятия решений. Имеются сведения и о различении функций правой и левой медиальной лобной извилины. Это соответствует многочисленным данным о различении функций двух полушарий мозга. Например, активность в нижней и средней затылочной извилине и средней височной извилине во время решения объективированных («что?») и временных («когда?») задач смещается в левое полушарие, а во время решения пространственных («где?») задач смещается в правое полушарие. Такая же латерализация происходит и с медиальной лобной извилиной. 
Медиальная лобная извилина и островковая доля связаны с процессами самоанализа и рефлексии.

## Связь с психическими расстройствами

### Шизофрения
У больных шизофренией, наблюдается сокращение объёма серого вещества в левой медиальной лобной извилине, причём чем дольше период болезни, тем больше сокращается объём серого вещества. При этом влияния сниженного объёма серого вещества в данной области на исполнительные функции выявлено не было.

## Связь с неврологическими расстройствами

### Расстройство приспособительных реакций
У пациентов с расстройством приспособительных реакций (расстройством адаптации) обнаружено снижение объёма серого вещества в области правой медиальной лобной извилины по сравнению с контрольной группой здоровых людей.